# Kukiz’15
Kukiz’15 je polské politické hnutí, které založil punkový hudebník Paweł Kukiz. V parlamentních volbách v roce 2015 Kukiz’15 obdržel 8,8 % hlasů a získal třetí nejpočetnější zastoupení v Sejmu. Hnutí bylo oblíbené především mezi mladšími voliči.

## Program
Kukiz’15 je protestní antisystémové hnutí. Není oficiálně registrované jako politická strana, protože se vymezuje vůči "partokracii". Hnutí se samo označuje za antiideologické, ale je názorově blízké krajní pravici. Je pro zavedení většinového systému při volbách do Sejmu a pro zavedení prezidentského systému.